# (4804) Pasteur
(4804) Pasteur ist ein Asteroid des Hauptgürtels, der am 2. Dezember 1989 vom belgischen Astronomen Eric Walter Elst am La-Silla-Observatorium der Europäischen Südsternwarte (IAU-Code 809) entdeckt wurde.
Der Asteroid wurde am 21. November 1991 nach dem französischen Naturwissenschaftler und Mitbegründer der Mikrobiologie Louis Pasteur (1822–1895) benannt.